# Oléocorps
Chez les hépatiques (embranchement des Marchantiophyta), les oléocorps sont de petits corpuscules oléagineux visibles dans les cellules. Ceux-ci peuvent être lisses, granuleux… Ils sont translucides, très rarement colorés comme chez Calypogeia azurea (bleu roi). Leur nombre varie entre 1 et environ 50. Toutefois, certains genres d'hépatiques en sont dépourvus. Leurs caractéristiques (présence/absence, nombre, dimension, aspect…) constituent souvent un des critères de détermination des espèces. Leur présence dans les cellules rend certaines espèces aromatiques.